# Bowen River
Bowen River är ett vattendrag i Australien. Det ligger i delstaten Queensland, omkring 970 kilometer nordväst om delstatshuvudstaden Brisbane.
Omgivningarna runt Bowen River är huvudsakligen savann. Trakten runt Bowen River är nära nog obefolkad, med mindre än två invånare per kvadratkilometer. Savannklimat råder i trakten. Genomsnittlig årsnederbörd är 834 millimeter. Den regnigaste månaden är januari, med i genomsnitt 206 mm nederbörd, och den torraste är oktober, med 5 mm nederbörd.